# Cryptoforis hickmani
Cryptoforis hickmani is een spinnensoortuit de familie van de valdeurspinnen (Idiopidae). De wetenschappelijke naam van de soort werd voor het eerst geldig gepubliceerd in 2021 door Wilson, Raven en Rix.
De soort komt voor in Australië.